# Krautwiller
Krautwiller település Franciaországban, Bas-Rhin megyében. Lakosainak száma 225 fő (2022. január 1.). Krautwiller Bernolsheim, Brumath, Mommenheim és Wingersheim-les-Quatre-Bans községekkel határos.

## Népesség
A település népességének változása:
| Lakosok száma | 198  | 217  | 240  | 255  | 247  | 239  | 231  | 230  | 225  |
|               | 2013 | 2015 | 2016 | 2017 | 2018 | 2019 | 2020 | 2021 | 2022 |